# گابور ماته
گابور ماته (انگلیسی: Gabor Maté؛ زاده ۶ ژانویه ۱۹۴۴) پزشک مجارستانی-کانادایی است. او با سابقه در خانواده‌درمانی، علاقه خاصی به رشد و آسیب در دوران کودکی و تأثیرات بالقوه مادام‌العمر آن بر بهداشت روانی و جسمی، از جمله در بیماری خود ایمنی، سرطان، اختلال بیش فعالی و نقص توجه، اعتیاد و طیف گسترده‌ای از موارد دیگر دارد.
او که اکنون از عمل بالینی بازنشسته شده‌است، با سفر در آمریکای شمالی و در خارج از کشور در مورد این موضوعات صحبت می‌کند. رویکرد او نسبت به اعتیاد با توجه ویژه به جمعیتهای بومی در سراسر جهان، بر روی آسیب روانی که بیماران وی متحمل شده‌اند تمرکز می‌کند و این موضوع را در بهبودی آنها مطرح می‌کند. ماته در کتاب خود در قلمرو ارواح گرسنه: برخوردهای نزدیک با اعتیاد، در مورد انواع آسیب‌های وارد شده توسط معتادان و اینکه چگونه این امر بر تصمیم‌گیری آنها در زندگی بعدی تأثیر می‌گذارد، بحث می‌کند.
او به ارتباط بین سلامت ذهن و بدن اعتقاد دارد. وی چهار کتاب تألیف کرده‌است که در آن موضوعاتی از جمله اختلال کم‌توجهی - بیش‌فعالی، استرس، روان‌شناسی رشد و اعتیاد کاوش شده‌است. او همچنین به‌طور منظم در روزنامه‌های ونکوور سان و گلوب اند میل به عنوان ستون نویس خدمت می‌کند.

## اوایل زندگی
ماته در بوداپست، مجارستان در سال ۱۹۴۴ به دنیا آمد. پدربزرگ و مادربزرگ مادری وی در پنج ماهگی در اردوگاه آشویتس کشته شدند. عمه او در طول جنگ ناپدید شد و پدرش توسط نازی‌ها کار اجباری را تحمل کرد. خانواده او در سال ۱۹۵۶ به کانادا مهاجرت کردند. او دانشجوی رادیکال در دوران جنگ ویتنام در اواخر دهه ۱۹۶۰ بود و با مدرک لیسانس از دانشگاه بریتیش کلمبیا در ونکوور فارغ‌التحصیل شد.

## کتابها
- ماته, گابور (۱۹۹۹). Scattered Minds: A New Look at the Origins and Healing of Attention Deficit Disorder [ذهنات پراکنده: نگاهی جدید به منشأ و بهبود اختلال نقص توجه]. تورنتو: انتشارات آلفرد ای. کناف. ISBN 978-0-676-97145-3.
- ماته, گابور (۲۰۰۳). When the Body Says No: The Cost of Hidden Stress [وقتی بدن نه می‌گوید: هزینه استرس پنهان]. تورنتو: انتشارات آلفرد ای. کناف. ISBN 978-1-78504-222-5.
- ماته, گابور; نوفلد, گوردون (۲۰۰۴). Hold on to Your Kids: Why Parents Need to Matter More Than Peers [از فرزندان خود حفاظت کنید: چرا والدین باید بیش از همسالان اهمیت داشته باشند]. تورنتو: انتشارات آلفرد ای. کناف. ISBN 978-0-307-36196-7.
- ماته, گابور (۲۰۰۸). In the Realm of Hungry Ghosts: Close Encounters with Addiction [در قلمرو ارواح گرسنه: برخورد نزدیک با اعتیاد]. تورنتو: انتشارات آلفرد ای. کناف. ISBN 978-1-78504-220-1.

## فیلم و ویدیو
- The Power of Connection. Video. Wholehearted, 2020.
- A Masterclass for Healers. Video. Wholehearted, 2020.
- Healing Trauma & Addiction. Video. Wholehearted, 2020.
- Wisdom of Trauma. Film. Science & Nonduality, 2021. By Maurizio and Zaya Benazzo.